# آلیوشا آسانوویچ
آلیوشا آسانوویچ (کرواتی: Aljoša Asanović؛ زادهٔ ۱۴ دسامبر ۱۹۶۵) بازیکن فوتبال اهل کرواسی است.
از باشگاه‌هایی که در آن بازی کرده‌است می‌توان به متز، مون‌پلیه، باشگاه فوتبال آستریا وین، دربی کانتی، هایدوک اسپلیت، پاناتینایکوس، ناپولی و رئال وایادولید اشاره کرد.
وی همچنین در تیم ملی فوتبال کرواسی بازی کرده‌است.